# Гъскоподобни
Гъскоподобните (Anseriformes) са древна група птици образувала се в края на Палеоцена. В наши дни са известни над 180 вида, които са включени в този разред. Те се разделят най-често на 4 семейства, като понякога дървесните патици и полуципокраките са обединявани с патици. Големи или средни по размер птици, много рядко дребни, размерите се колебаят между 250 гр. и 15 кг. Оперението е твърдо, плътно, гъсто с голямо количество пух, равномерно покриващо цялото тяло. В много от видовете е изразен полов диморфизъм в окраската и размерите на тялото. Тялото е плътно и набито, шията е дълга и включва от 16 до 25 прешлена, крилете са най-често дълги и заострени, опашката е къса. Човката обикновено е сплесната, широка, покрита с тънка чувствителна кожица, преминаваща към върха и в твърдо рогово уплътнение. Краката са с 4 пръста, три от които са съединени с кожена плавателна ципа и насочени напред, а четвъртият назад и разположен малко по-високо.

## Семейства
- Anhimidae
- Anseranatidae
- Anatidae
- †Dromornithidae
- †Presbyornithidae
- †Gastornidae(?)

## Разпространение
Разпространени са по всички континенти с изключение на Антарктида. Обитателите на части с по-студен климат извършват регулярни сезонни миграции. Изборът им на местообитание е тясно свързан с водните басейни, като езера, реки, морета, океани и др.
В България се срещат единствено представители на семейство Патицови (Anatidae), които са разделени в 14 (някои учени считат, че са 15) рода и 40 вида. За справка виж списъка на видовете гъскоподобни в България

## Размножаване
Повечето от видовете са моногамни, като двойките се образуват или за цял живот или само в размножителния период. Гнездят най-често на земята, но някои представители предпочитат дупки, хралупи и др. Яйцата биват обикновено между 3 и 15. В мътенето на яйцата, участие взема най-често само женската, но се срещат видове при които и двамата родителя мътят. Яйцата биват много често покривани с пух от гърдите на майката, който ги предпазва от охлаждане и нежелателни погледи по време на храненето ѝ. Срещано явление е и гнездовият паразитизъм, подобно на кукувиците. Малките се излюпват покрити с пух, и достатъчно развити за да се хранят и движат самостоятелно.

## Начин на живот и хранене
Летят бързо, стремително с чести махове, някои видове могат да развият до 90 км/ч. По време на прелети се издигат на значителна височина. На земята се придвижват бавно и тромаво, плуват добре, като повечето видове умеят и да се гмуркат. Основно са растителноядни, като в храносмилателната им система не се отличава с висока ефективност, което ги принуждава да поемат големи количества храна за да си набавят нужната енергия.

## Допълнителни сведения
Разред Гъскоподобни е с важно стопанско значение, някои видове, като домашната патица, домашната гъска и мускусната патица се използват за месо, яйца и пух, а други са частично одомашени и биват отглеждани като декоративни птици, например Ням лебед, Черен лебед, Мандаринка.
Много от видовете са ловни обекти, в България това са 8 вида:
- Голяма белочела гъска
- Зеленоглава патица
- Шилоопашата патица
- Клопач
- Зимно бърне
- Лятно бърне
- Качулата потапница
- Фиш

## Класификация
Разред Гъскоподобни
- Семейство Anatidae – Патицови
  - Подсемейство Anatinae – Истински (Същински) патици
    - Род Aix – Горски патици
    - Род Amazonetta
    - Род Anas – Патици
    - Род Aythya – Потапници
    - Род Cairina – Мускусни патици
    - Род Callonetta
    - Род Chenonetta
    - Род Lophonetta
    - Род Marmaronetta – Мраморни патици (обединявана с род Anas)
    - Род Netta – Червеноклюни потапници
    - Род Nettapus
    - Род Pteronetta
    - Род Salvadorina
    - Род Rhodonessa

  - Подсемейство Anserinae – Гъскови
    - Род Anser – Гъски
    - Род Branta – Черни гъски
    - Род Coscoroba
    - Род Cygnus – Лебеди
    - Род Cereopsis
    - Род Chen – Снежни гъски (обединявани с род Гъски (Anser))
    - Род Philacte
    - Род Nesochen

  - Подсемейство Merginae
    - Род Bucephala – Звънарки
    - Род Camptorhynchus
    - Род Clangula – Ледени потапници
    - Род Glaucionetta
    - Род Histrionicus
    - Род Lophodytes
    - Род Melanitta – Траурни потапници
    - Род Mergellus
    - Род Mergus – Нирци
    - Род Polysticta
    - Род Somateria – Гаги

  - Подсемейство Oxyurinae – Тръноопашати потапници
    - Род Biziura
    - Род Heteronetta
    - Род Oxyura – Тръноопашати потапници
    - Род Nomonyx

  - Подсемейство Plectropterinae
    - Род Plectropterus

  - Подсемейство Stictonettinae
    - Род Stictonetta

  - Подсемейство Tadorninae – Ангъчови
    - Род Alopochen – Египетски гъски
    - Род Cyanochen
    - Род Chloephaga
    - Род Hymenolaimus
    - Род Malacorhynchus
    - Род Merganetta
    - Род Neochen
    - Род Sarkidiornis
    - Род Tachyeres
    - Род Tadorna – Ангъчи

  - Подсемейство Dendrocygninae – Дървесни патици
    - Род Dendrocygna

  - Подсемейство Thalassorninae
    - Род Thalassornis
- Семейство Anseranatidae – Полуципокраки
  - Род Anseranas
- Семейство Anhimidae
  - Род Anhima
  - Род Chauna